# Marsstraße (München)
Die Marsstraße ist eine Innerortsstraße in den Stadtbezirken Maxvorstadt (Nr. 3) und Neuhausen-Nymphenburg (Nr. 9) von München.

## Verlauf

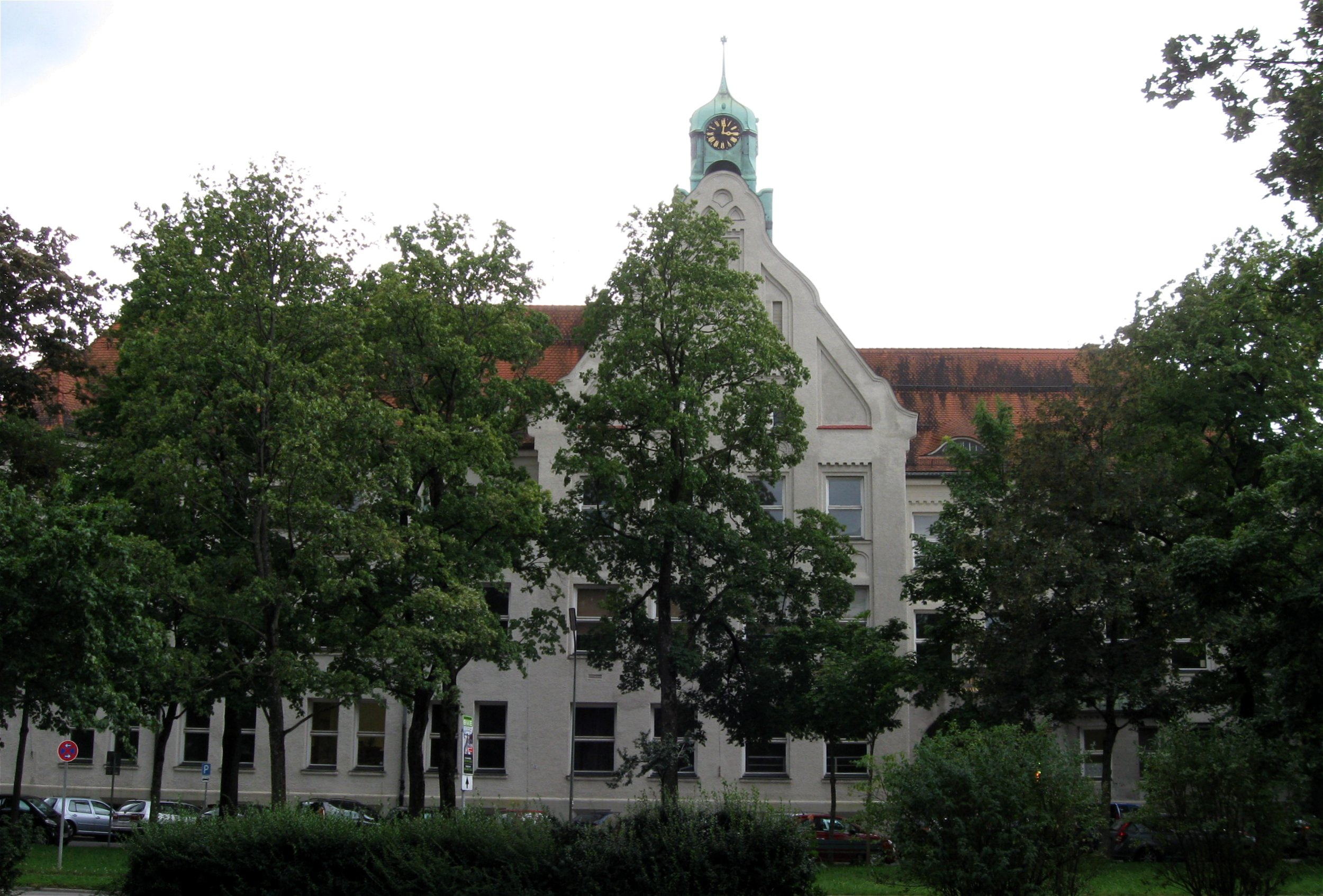
Wittelsbacher-Gymnasium (Postanschrift: Marsplatz 1)

Die Straße führt in der südlichen Maxvorstadt weitgehend geradlinig in Verlängerung der Elisenstraße von der Dachauer Straße in generell westnordwestlicher Richtung über die Seidlstraße an den Gebäuden des Bayerischen Rundfunks und am Zirkus-Krone-Bau vorbei, lässt dabei das Gelände der Spatenbrauerei nördlich liegen, bis zur Kreuzung mit der Wredestraße/Pappenheimstraße und erreicht dort den Marsplatz im ehemaligen Exerziergelände des Marsfelds, das heute in seinem Nordteil vom Wittelsbacher-Gymnasium München und dem Berufsschulzentrum an der Deroystraße genutzt wird, während sich südlich davon große Gebäudekomplexe der Finanzämter befinden. Auf der Nordseite der Marsstraße liegt an der Maillingerstraße das Gebäude des Bayerischen Landeskriminalamts. Hier macht die Marsstraße einen Bogen nach Südwesten und führt zur Arnulfstraße, an der sie mit geteilter Fahrbahn gegenüber der Einmündung der Helmholtzstraße endet.

## Öffentlicher Verkehr
Die Straße wird an ihrem Ende an der Dachauer Straße von den Trambahnlinien 20 und 21 zum Leonrodplatz und nach Moosach und an ihrem Ende an der Arnulfstraße von der Trambahnlinien 16 und 17 erschlossen.

## Namensgeber
Der Name der Straße leitet sich von dem römischen Kriegsgott Mars ab, nach dem das Marsfeld benannt wurde, zu dem die Straße führte.

## Charakteristik

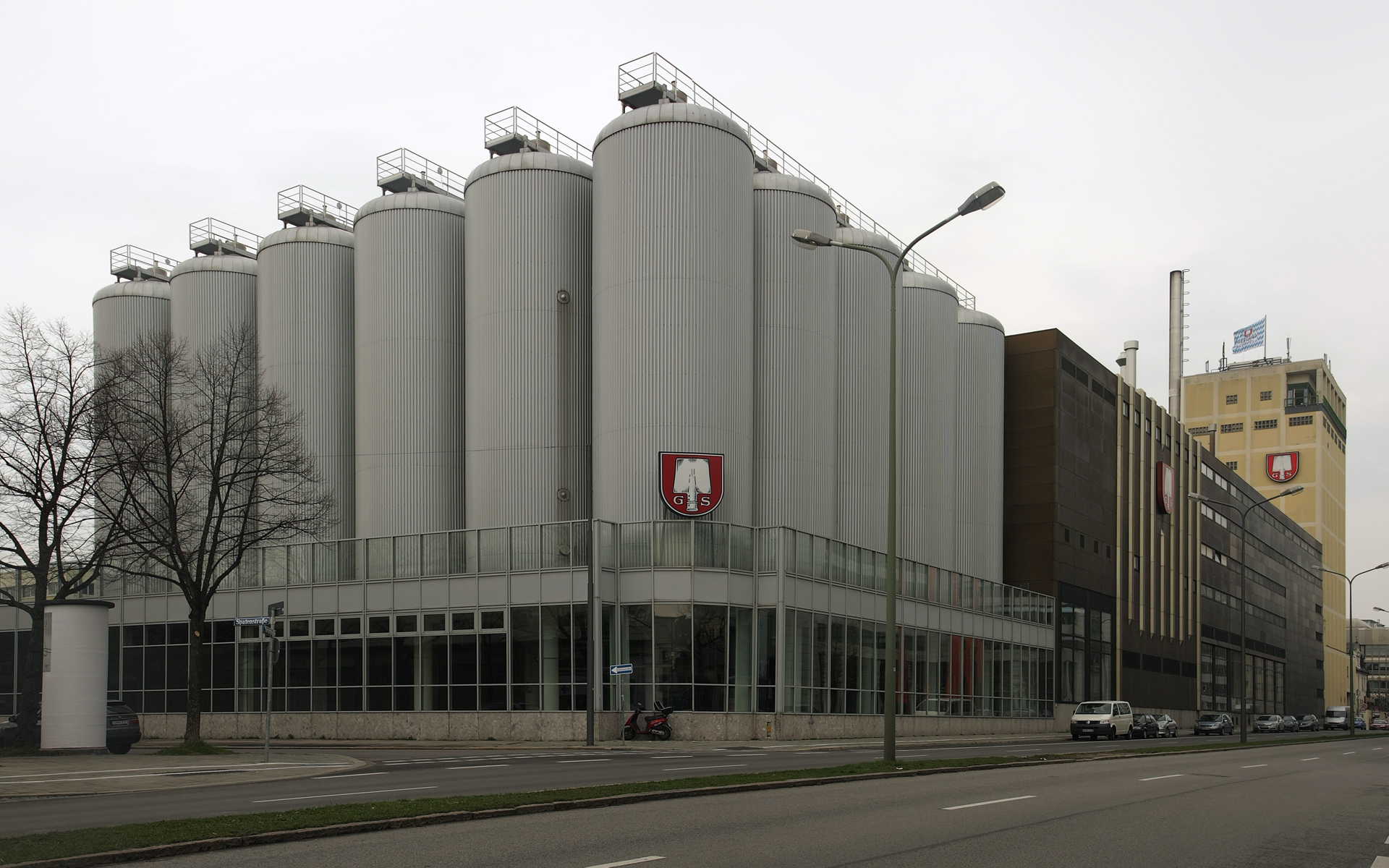
Betriebsgelände der Spatenbrauerei (Aufnahme 2008)

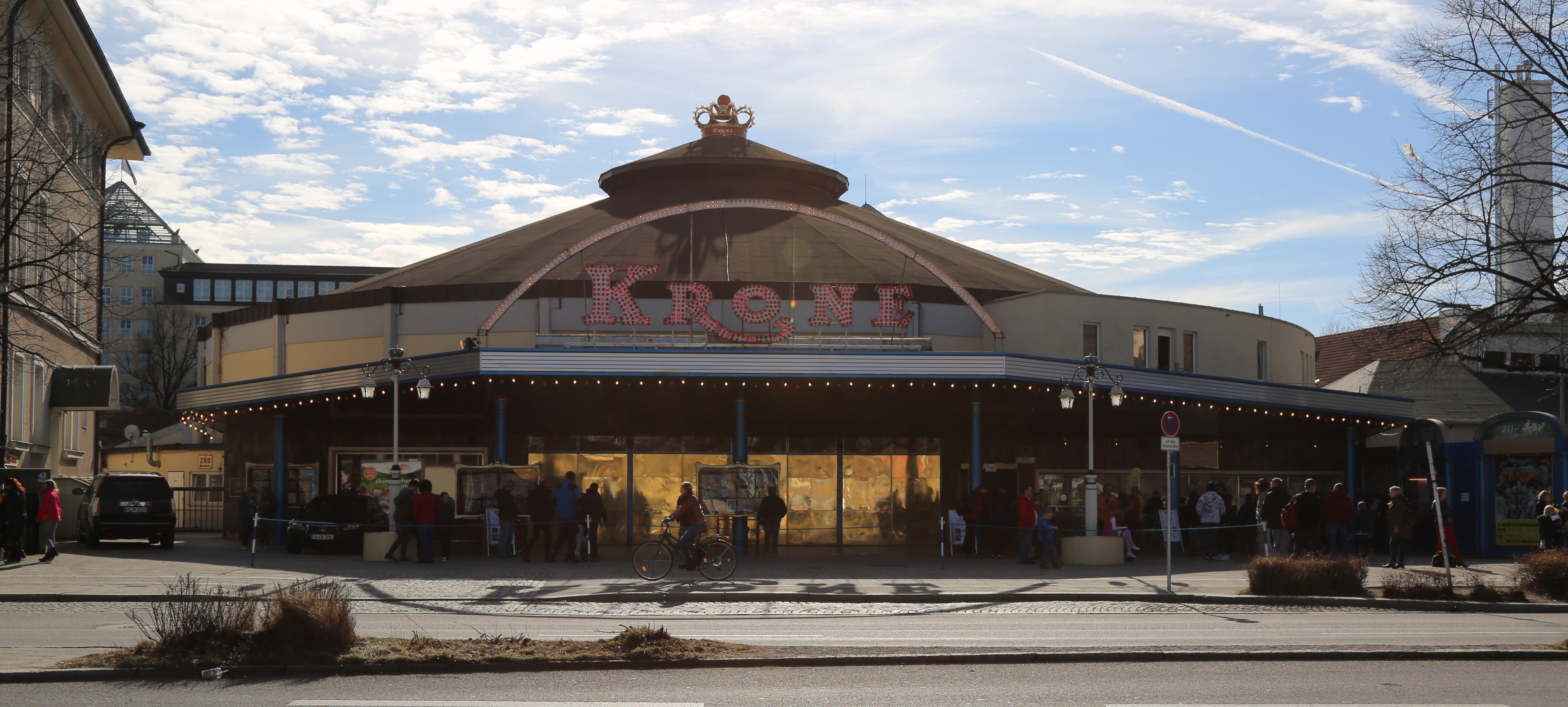
Zirkus-Krone-Bau (Aufnahme 2017)

Nördlich der Straße liegt das ehemalige, jetzt stillgelegte Betriebsgelände von Spatenbräu (Braubetrieb jetzt im nahegelegenen Gelände von Löwenbräu). An der Straße steht mit dem Zirkus-Krone-Bau (Marsstraße 43) der einzige feste Zirkusbau in Deutschland (auch als Veranstaltungsbau genutzt). Das Marsfeld diente einst als Exerziergelände.

## Denkmalgeschützte Bauwerke

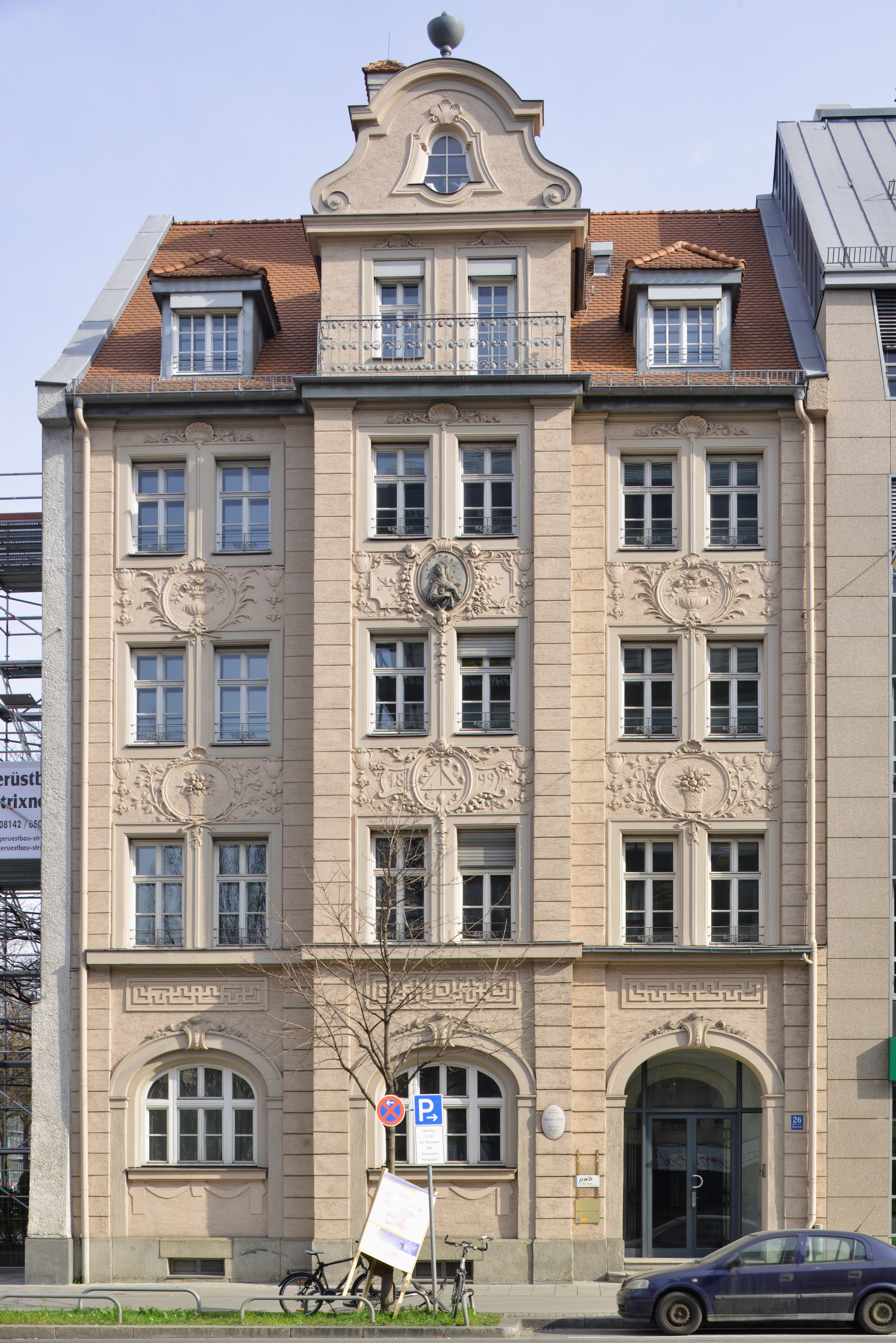
Marsstraße 26

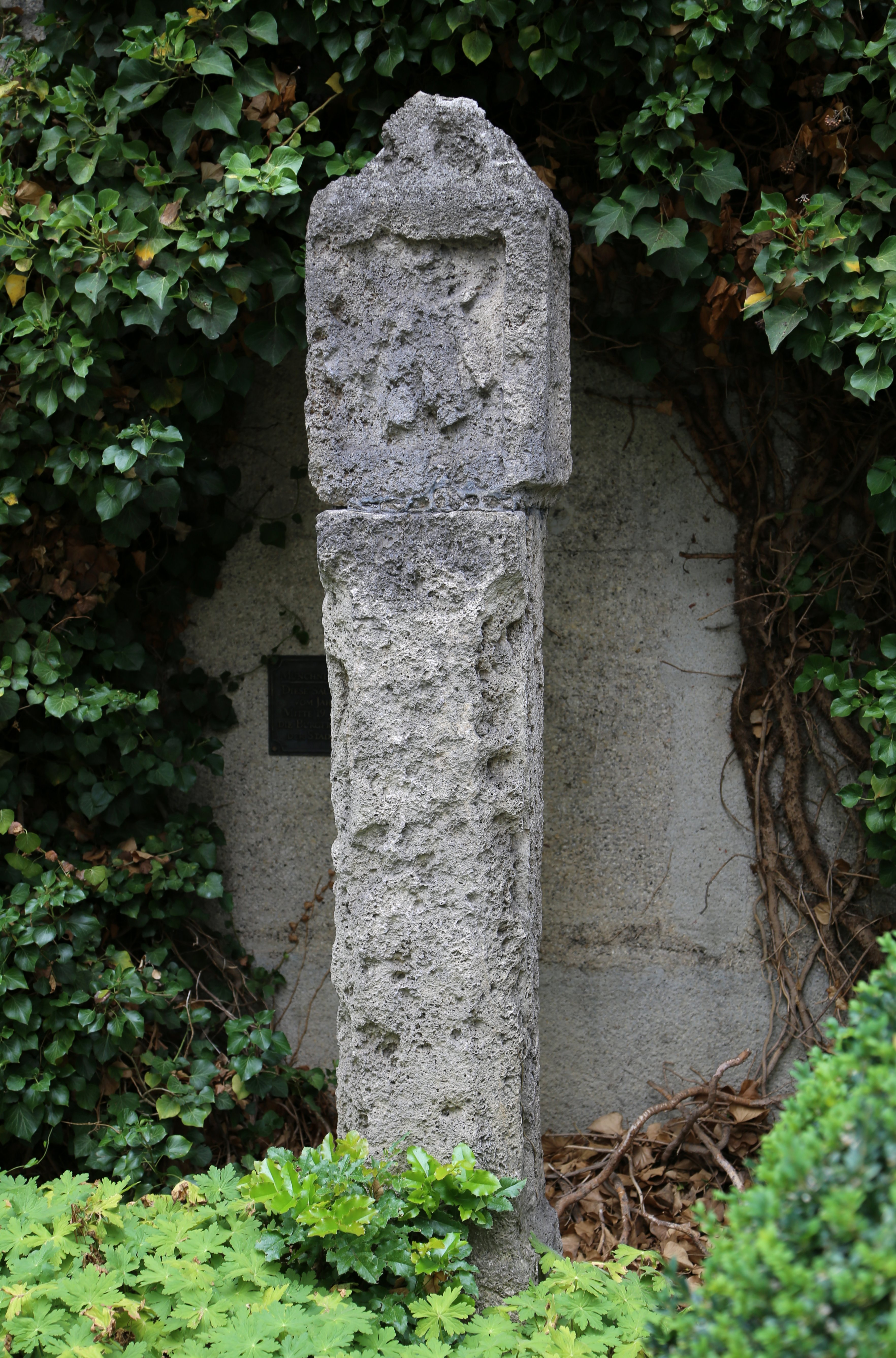
Burgfriedensäule Marsstraße

- Marsstraße 26: malerisches Mietshaus, Neubarock, mit reichem Stuckdekor, bezeichnet 1899, von Gabriel von Seidl im Anschluss an sein ehemaliges Wohnhaus (Nr. 28, zerstört) erbaut (Denkmalliste D-1-62-000-4344)
- Marsstraße 46: Burgfriedensäule aus Tuff, spätgotischer Typus, wohl erst 1652 aufgestellt bzw. überarbeitet (Denkmalliste D-1-62-000-4346)

## Weitere ehemalige Baudenkmäler und abgegangene Gebäude
- Marsstraße 28: ehemaliges Wohnhaus von Gabriel von Seidl, dem Ausbau der Seidlstraße zum Opfer gefallen.

## Hotels
- King’s Hotel, Marsstraße 15